# Padilla (kommun i Colombia, Cauca, lat 3,20, long -76,36)
Padilla är en kommun i Colombia.   Den ligger i departementet Cauca, i den centrala delen av landet, 300 km sydväst om huvudstaden Bogotá. Antalet invånare är 8 336.